# 巴列德埃圭斯
巴列德埃圭斯（西班牙語：Valle de Egüés）是西班牙纳瓦拉的一个市镇。总面积55平方公里，总人口3413人（2001年），人口密度62人/平方公里。